# Mandalgovi
Mandalgovi (tiếng Mông Cổ: Мандалговь; hay còn được chuyển tự thành Mandalgov' và Mandalgobi) là thủ phủ của tỉnh Dundgovi tại Mông Cổ. Đô thị này nằm cách thủ đô Ulan Bator khoảng 300 km về phía nam và nằm trên ranh giới với sa mạc Gobi. Đô thị có 10.506 cư dân vào năm 2005, 10.299 cư dân vào năm 2007.
Đô thị nằm trên độ cao 1396 mét so với mực nước biển, dãy núi Baga Gazryn Chuluu có các hình khắc trên đá trong các hang động nằm cách đô thị 80 km về phía tây bắc.
Hiện thành phố có một Tu viện Phật giáo với khoảng 30 nhà sư. Năm 1937, tu viện cũ này đã bị phá hủy cùng với 53 tu viện khác trong toàn tình. Đến năm 1991 tu viện đã được phục dựng trở lại.

## Khí hậu
Mandalgovi có khí hậu bán khô hạn (Phân loại khí hậu Köppen BSk) giáp với khí hậu sa mạc lạnh (Köppen BWk) với mùa hè ấm và mùa đông lạnh. Phần lớn lượng mưa rơi vào mùa hè. Mùa đông rất khô.
| Dữ liệu khí hậu của Mandalgovi           | Dữ liệu khí hậu của Mandalgovi | Dữ liệu khí hậu của Mandalgovi | Dữ liệu khí hậu của Mandalgovi | Dữ liệu khí hậu của Mandalgovi | Dữ liệu khí hậu của Mandalgovi | Dữ liệu khí hậu của Mandalgovi | Dữ liệu khí hậu của Mandalgovi | Dữ liệu khí hậu của Mandalgovi | Dữ liệu khí hậu của Mandalgovi | Dữ liệu khí hậu của Mandalgovi | Dữ liệu khí hậu của Mandalgovi | Dữ liệu khí hậu của Mandalgovi | Dữ liệu khí hậu của Mandalgovi |
| Tháng                                    | 1                              | 2                              | 3                              | 4                              | 5                              | 6                              | 7                              | 8                              | 9                              | 10                             | 11                             | 12                             | Năm                            |
| ---------------------------------------- | ------------------------------ | ------------------------------ | ------------------------------ | ------------------------------ | ------------------------------ | ------------------------------ | ------------------------------ | ------------------------------ | ------------------------------ | ------------------------------ | ------------------------------ | ------------------------------ | ------------------------------ |
| Cao kỉ lục °C (°F)                       | 3.3 (37.9)                     | 14.7 (58.5)                    | 18.0 (64.4)                    | 26.7 (80.1)                    | 32.6 (90.7)                    | 35.6 (96.1)                    | 35.8 (96.4)                    | 36.5 (97.7)                    | 29.7 (85.5)                    | 27.0 (80.6)                    | 15.4 (59.7)                    | 7.5 (45.5)                     | 36.5 (97.7)                    |
| Trung bình ngày tối đa °C (°F)           | −11.3 (11.7)                   | −7.4 (18.7)                    | 0.8 (33.4)                     | 10.9 (51.6)                    | 19.4 (66.9)                    | 24.1 (75.4)                    | 25.5 (77.9)                    | 23.8 (74.8)                    | 17.9 (64.2)                    | 9.5 (49.1)                     | −2.0 (28.4)                    | −9.0 (15.8)                    | 8.5 (47.3)                     |
| Trung bình ngày °C (°F)                  | −17.5 (0.5)                    | −14.7 (5.5)                    | −6.6 (20.1)                    | 2.6 (36.7)                     | 11.2 (52.2)                    | 16.7 (62.1)                    | 18.7 (65.7)                    | 17.0 (62.6)                    | 10.2 (50.4)                    | 1.7 (35.1)                     | −8.7 (16.3)                    | −15.8 (3.6)                    | 1.2 (34.2)                     |
| Tối thiểu trung bình ngày °C (°F)        | −23.3 (−9.9)                   | −20.7 (−5.3)                   | −13.0 (8.6)                    | −4.2 (24.4)                    | 3.9 (39.0)                     | 10.0 (50.0)                    | 13.2 (55.8)                    | 11.3 (52.3)                    | 4.7 (40.5)                     | −4.1 (24.6)                    | −14.9 (5.2)                    | −21.4 (−6.5)                   | −4.9 (23.2)                    |
| Thấp kỉ lục °C (°F)                      | −38.3 (−36.9)                  | −34.5 (−30.1)                  | −30.9 (−23.6)                  | −25.4 (−13.7)                  | −10.0 (14.0)                   | −4.6 (23.7)                    | 1.5 (34.7)                     | −2.6 (27.3)                    | −8.6 (16.5)                    | −24.0 (−11.2)                  | −31.3 (−24.3)                  | −35.6 (−32.1)                  | −38.3 (−36.9)                  |
| Lượng Giáng thủy trung bình mm (inches)  | 4.0 (0.16)                     | 1.4 (0.06)                     | 1.8 (0.07)                     | 3.3 (0.13)                     | 10.5 (0.41)                    | 24.6 (0.97)                    | 39.8 (1.57)                    | 43.0 (1.69)                    | 15.8 (0.62)                    | 4.8 (0.19)                     | 2.1 (0.08)                     | 1.1 (0.04)                     | 152.2 (5.99)                   |
| Số ngày giáng thủy trung bình (≥ 1.0 mm) | 0.1                            | 0.5                            | 0.5                            | 0.9                            | 1.6                            | 3.5                            | 6.7                            | 6.0                            | 2.1                            | 0.8                            | 0.6                            | 0.4                            | 23.7                           |
| Nguồn: NOAA (1961-1990)                  |                                |                                |                                |                                |                                |                                |                                |                                |                                |                                |                                |                                |                                |

## Giao thông
Thành phố được kết nối với Ulaanbaatar bởi một con đường trải nhựa dài 300 km hoàn thành vào tháng 10 năm 2013.
Sân bay Mandalgovi có một đường băng cỏ, phục vụ những chuyến bay đến và đi từ Mandalgovi.